# Stillwaterita
La stillwaterita es un mineral de la clase de los minerales sulfuros, y dentro de esta pertenece al llamado “grupo de la stillwaterita”. Fue descubierta en 1975 en el condado de Stillwater, en el estado de Montana (EE. UU.), siendo nombrada así por esta localidad. Un sinónimo es su clave: IMA1974-029.

## Características químicas
Es un arseniuro simple de paladio.

## Formación y yacimientos
Aparece en cuerpos de rocas ígneas ultramáficas bandeadas.
Suele encontrarse asociado a otros minerales como: oro, paladoarseniuro, sperrylita, braggita, hollingworthita, calcopirita, digenita, pentlandita o pirrotita.